# 小市街道 (泸州市)
小市街道，是中华人民共和国四川省泸州市龙马潭区下辖的一个乡镇级行政单位。

## 行政区划
小市街道下辖以下地区：
杜家街社区、回龙湾社区、上大街社区、合道街社区和下大街社区。